# Dagmarteatern

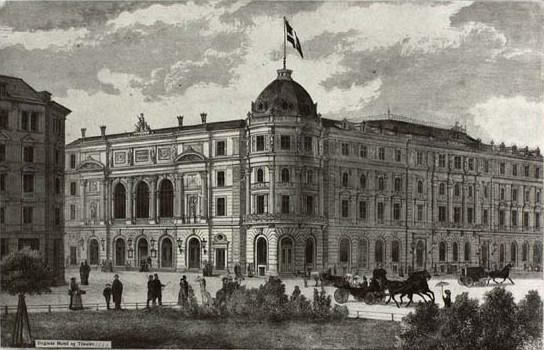

Dagmarteatret var en teater i Köpenhamn, Danmark.
Teatern uppfördes på adressen Jernbanegade 2 vid Rådhusplatsen i Köpenhamn 1881-1883 av arkitekten Ove Petersen, som tidigare hade ritat Det Kongelige Teater. Byggnaden revs 1937 och istället byggdes Dagmarhus som rymmer biografen Dagmar Teatret. 
Dagmarteaterns repertoar var vidsträckt, från de lättaste lustspel och operetter till tragiska dramer. Den danske skådespelaren Otto Jacobsen var chef vid Dagmarteatern under några år med start 1929.
Den sista pjäsen som spelades på Dagmarteatern var det franska lustspelet Cassini de Paris med Gösta Ekman i huvudrollen. 

## Direktörer (i urval)
- 1883–1883: M.W. Brun
- 1884–1887: Theodor Andersen
- 1889–1905: Christen Riis-Knudsen (under de sista åren endast nominell direktör)
- 1897–1909: Martinius Nielsen
- 1909–1910: Walter Christmas
- 1911–1914: Adam Poulsen
- 1912–1914: Johannes Nielsen
- 1914–1919: Holger Hofman
- 1923–1928: Holger Hofman
- 1929–1934: Otto Jacobsen
- 1934–1937: Knut Rassow